# 祁華路駅
座標: 北緯31度19分27秒 東経121度22分7秒 / 北緯31.32417度 東経121.36861度
祁華路駅（きかろ-えき）は、中華人民共和国上海市宝山区にある上海地下鉄7号線の駅である。また、将来的には15号線との乗換駅となる予定である。

## 駅構造
- 島式ホーム1面2線を有す地下駅。

## 歴史
- 2011年6月30日 - 路線は開業したが、当駅は未開業。
- 2014年7月22日 - 開業。

## 隣の駅
上海軌道交通
■7号線
顧村公園駅 - 祁華路駅 - 上海大学駅